# Walla!
Walla! (Ebraico: !וואלה) è un sito internet di informazione, motore di ricerca e provider di e-Mail israeliano. Uno dei primi portali di Internet, Walla! è considerato uno dei più famosi siti internet israeliani.
È stato fondato da Erez Philoshoph e Gladi Hadar come guida per i siti internet.
Il sito fornisce notizie da Israele e dal resto del mondo 24 ore su 24, la maggior parte delle quali arrivano da Ha'aretz Group. Ma a partire dal 2006 Walla! sta diventando una fonte di informazioni indipendente e possiede uno staff editoriale che si occupa di scrivere nuovi articoli e servizi speciali.
Il sito offre diversi programmi e servizi, un motore di ricerca, posta elettronica, negozi online, chat e video. I principali proprietari sono Bezeq e Ha'aretz Group.

## Servizi Principali
- Walla!News - notizie da Israele e dal mondo.
- Walla!Mail - servizio e-Mail.
- Walla!chat - servizio di chat a gruppi.
- Walla!Shops - negozi online.
- Walla!Music - musica on demand e la possibilità di ascoltare le radio.
- Walla!Phone - download per telefoni cellulari
- Walla!pedia - Dal 2005 Walla! ha fatto uso della licenza di copyright di Wikipedia e ha copiato l'intero database della Wikipedia ebraica. L'utente non ha però la possibilità di modificare la pagina.